# 여수 흥국사 대웅전 관음보살 벽화
여수 흥국사 대웅전 관음보살 벽화(麗水 興國寺 大雄殿 觀音菩薩 壁畵)는 대한민국 전라남도 여수시 흥국사에 있는 벽화이다. 2015년 3월 4일 대한민국의 보물 제1862호로 지정되었다.

## 개요
여수 흥국사 대웅전 관음보살 벽화는 한지에 그려 벽에다 붙여 만든 첩부벽화라는 점에서 주목된다. 첩부벽화는 미황사 천불도 벽화에서 보듯이 보통 천장의 장엄화나 대량의 별화에 사용되었으나, 후불벽 전면에 예불화로서 그려진 예로는 이 벽화가 유일하다. 현재 국내에 전하는 조선후기 주불전 후불벽 뒷면의 관음보살도는 10여 점이 남아 있는데, 대부분 벽에다 직접 그린 것이다.
이 벽화는 양식적으로 관음보살 상호와 어깨에 늘어진 보발, 의습에 시문된 문양 등이 수화승 天信이 조성한 《흥국사 대웅전 영산회상도》(1693년)와 유사하며, 특히 어깨의 보발 표현 및 선재동자의 착의방식, 정병의 기형 등에서는 17세기 불화의 특징을 충실히 따르고 있다. 이와 함께 바다 가운데 피어 오른 연꽃을 좌대로 하여 관음보살과 선재동자, 정병 등을 표현한 독특한 구성은 어떤 그림에서도 찾아 볼 수 없는 특징적인 도상이다

## 같이 보기
- 흥국사 대웅전 후불탱 (보물 제578호)

## 참고 자료
- 여수 흥국사 대웅전 관음보살 벽화 - 국가유산청 국가유산포털